# 伊格爾村 (阿拉斯加州)
伊格爾村（英語：Eagle Village）是位於美國阿拉斯加州東南費爾班克斯人口普查區的一個非建制地區和人口普查指定地區。根據2010年美國人口普查，該地共人口67人，而該地的面積約為49.50平方千米。

## 地理
伊格爾村的座標為64°46′53″N 141°06′53″W / 64.78139°N 141.11472°W，位於育空河南岸，靠近美加邊境，而該地的平均海拔高度為261米（即856英尺）。